# Ølstykke-Stenløse
Ølstykke-Stenløse' là thành phố Đan Mạch ở bắc Zealand. Dân số thành phố này vào năm 2010 là 20.648 người. Đây là thành phố đông dân thứ 44 của Đan Mạch. Thành phố có diện tích  km². Ølstykke-Stenløse là một thành phố mới, được tạo ra từ một khu vực đô thị giữa Ølstykke và Stenløse vào ngày 1 tháng 1 năm 2010.
Stenløse trước đây là một thị trấn với 5.770 dân (2009), và Ølstykke Stationsby trước đây là một thị trấn với 14.681 cư dân. Ølstykke-Stenløse nằm trong vùng Thủ đô.
Một trong công trình nổi bật ở Ølstykke là cối xay gió cũ Skenkelsø, được trang trí với lịch sử văn hóa. Đã có một kết nối với tàu-S đến Copenhagen từ năm 1989. Thị trấn cũng có một thư viện Ølstykke là một phần của thư viện Egedal.